# حميد أباد (شرقي أردبيل)
حمید أباد (بالفارسية: حمیدآباد) هي منطقة سكنية تقع في إيران في قسم الشرقي الريفي. يقدر عدد سكانها بـ 75 نسمة .